# Kelly Chase
Kelly Wayne Chase (né le 25 octobre 1967 à Porcupine Plain, dans la province de la Saskatchewan, au Canada) est un joueur professionnel canadien de hockey sur glace qui évoluait au poste d'ailier droit devenu consultant sportif.

## Biographie
Jamais choisi lors d'un repêchage d'entrée, il signe son premier contrat professionnel comme agent libre avec les Blues de Saint-Louis en février 1988. Il reste dans l'organisation de Saint-Louis jusqu'en 1995 quand il est réclamé par les Whalers de Hartford. En 1997, il est échangé aux Maple Leafs de Toronto contre le choix de 8e ronde du repêchage de 1998. Six mois plus tard, il est à nouveau échangé et retourne à Saint-Louis. En 1998 il remporte le trophée King-Clancy remis au joueur de la LNH ayant démontré le meilleur exemple de leadership et ayant le plus contribué à la société. Blessé en novembre 1999, il manque la majorité de la saison à l'issue de laquelle il annonce sa retraite. Il devient alors consultant pour la radio des Blues.
Reconnu comme un joueur physique, il enregistre un total de 2 017 minutes de pénalité au cours de sa carrière dans la LNH.

## Statistiques
| Saison     | Équipe                 | Ligue      |     | Saison régulière | Saison régulière | Saison régulière | Saison régulière | Saison régulière |   | Séries éliminatoires | Séries éliminatoires | Séries éliminatoires | Séries éliminatoires | Séries éliminatoires |
| Saison     | Équipe                 | Ligue      | PJ  | B                | A                | Pts              | Pun              | PJ               | B | A                    | Pts                  | Pun                  |                      |                      |
| 1984-1985  | Broncos de Humboldt    | SJHL       |     |                  |                  |                  |                  |                  |   |                      |                      |                      |                      |                      |
| 1985-1986  | Blades de Saskatoon    | LHOu       | 57  | 7                | 18               | 25               | 172              | 10               | 3 | 4                    | 7                    | 37                   |                      |                      |
| 1986-1987  | Blades de Saskatoon    | LHOu       | 68  | 17               | 29               | 46               | 285              | 11               | 2 | 8                    | 10                   | 37                   |                      |                      |
| 1987-1988  | Blades de Saskatoon    | LHOu       | 70  | 21               | 34               | 55               | 343              | 9                | 3 | 5                    | 8                    | 32                   |                      |                      |
| 1988-1989  | Rivermen de Peoria     | LIH        | 38  | 14               | 7                | 21               | 278              |                  |   |                      |                      |                      |                      |                      |
| 1989-1990  | Blues de Saint-Louis   | LNH        | 43  | 1                | 3                | 4                | 244              | 9                | 1 | 0                    | 1                    | 46                   |                      |                      |
| 1989-1990  | Rivermen de Peoria     | LIH        | 10  | 1                | 2                | 3                | 76               |                  |   |                      |                      |                      |                      |                      |
| 1990-1991  | Blues de Saint-Louis   | LNH        | 2   | 1                | 0                | 1                | 15               | 6                | 0 | 0                    | 0                    | 18                   |                      |                      |
| 1990-1991  | Rivermen de Peoria     | LIH        | 61  | 20               | 34               | 54               | 406              | 10               | 4 | 3                    | 7                    | 61                   |                      |                      |
| 1991-1992  | Blues de Saint-Louis   | LNH        | 46  | 1                | 2                | 3                | 264              | 1                | 0 | 0                    | 0                    | 7                    |                      |                      |
| 1992-1993  | Blues de Saint-Louis   | LNH        | 49  | 2                | 5                | 7                | 204              |                  |   |                      |                      |                      |                      |                      |
| 1993-1994  | Blues de Saint-Louis   | LNH        | 68  | 2                | 5                | 7                | 278              | 4                | 0 | 1                    | 1                    | 6                    |                      |                      |
| 1994-1995  | Whalers de Hartford    | LNH        | 28  | 0                | 4                | 4                | 141              |                  |   |                      |                      |                      |                      |                      |
| 1995-1996  | Whalers de Hartford    | LNH        | 55  | 2                | 4                | 6                | 230              |                  |   |                      |                      |                      |                      |                      |
| 1996-1997  | Whalers de Hartford    | LNH        | 28  | 1                | 2                | 3                | 122              |                  |   |                      |                      |                      |                      |                      |
| 1996-1997  | Maple Leafs de Toronto | LNH        | 2   | 0                | 0                | 0                | 27               |                  |   |                      |                      |                      |                      |                      |
| 1997-1998  | Blues de Saint-Louis   | LNH        | 67  | 4                | 3                | 7                | 231              | 7                | 0 | 0                    | 0                    | 23                   |                      |                      |
| 1998-1999  | Blues de Saint-Louis   | LNH        | 45  | 3                | 7                | 10               | 143              |                  |   |                      |                      |                      |                      |                      |
| 1999-2000  | Blues de Saint-Louis   | LNH        | 25  | 0                | 1                | 1                | 118              |                  |   |                      |                      |                      |                      |                      |
| Totaux LNH | Totaux LNH             | Totaux LNH | 458 | 17               | 36               | 53               | 2 017            | 27               | 1 | 1                    | 2                    | 100                  |                      |                      |